# Bubbleboy
 Bubbleboy  è stato un worm che colpiva i sistemi Microsoft Windows. La sua particolarità era che, grazie ad una falla di Outlook, poteva installarsi senza nessun allegato, grazie ad uno script che depositava un file nell'esecuzione automatica. Il malware è esistito in due versioni: Una dimostrativa che non creava danni, se non replicarsi, e dava istruzioni su come eliminarla e una, dannosa, che provava a cancellare la cartella in cui risiedeva, tipicamente Windows.